# Hazard (Nebraska)
Hazard é uma vila localizada no estado americano de Nebraska, no Condado de Sherman.

## Demografia
Segundo o censo americano de 2000, a sua população era de 66 habitantes.
Em 2006, foi estimada uma população de 61, um decréscimo de 5 (-7.6%).

## Geografia
De acordo com o United States Census Bureau, a localidade tem uma área de 0,7 km², sem área coberta por água. Hazard localiza-se a aproximadamente 642 m acima do nível do mar.

## Hazard na ficção
Hazard foi imortalizada em um vídeo clip (peça musical) pelo cantor americano Richard Marx em 1992.
A cidade foi escolhida por Marx pela composição silábica de seu nome, e pelo verso "this old Nebraska town", Marx escreveu a câmara do comércio de Nebraska solicitando uma relação de nomes de cidade daquele estado que possuíam apenas duas silabas, a resposta a solicitação incluía o nome de Hazard, que por estar próxima de um rio, seria o local ideal para aparecer na peça musical onde ele aparece sendo acusado pelo desaparecimento e morte de uma suposta namorada.

## Localidades na vizinhança
O diagrama seguinte representa as localidades num raio de 24 km ao redor de Hazard.